# Taxon zombie

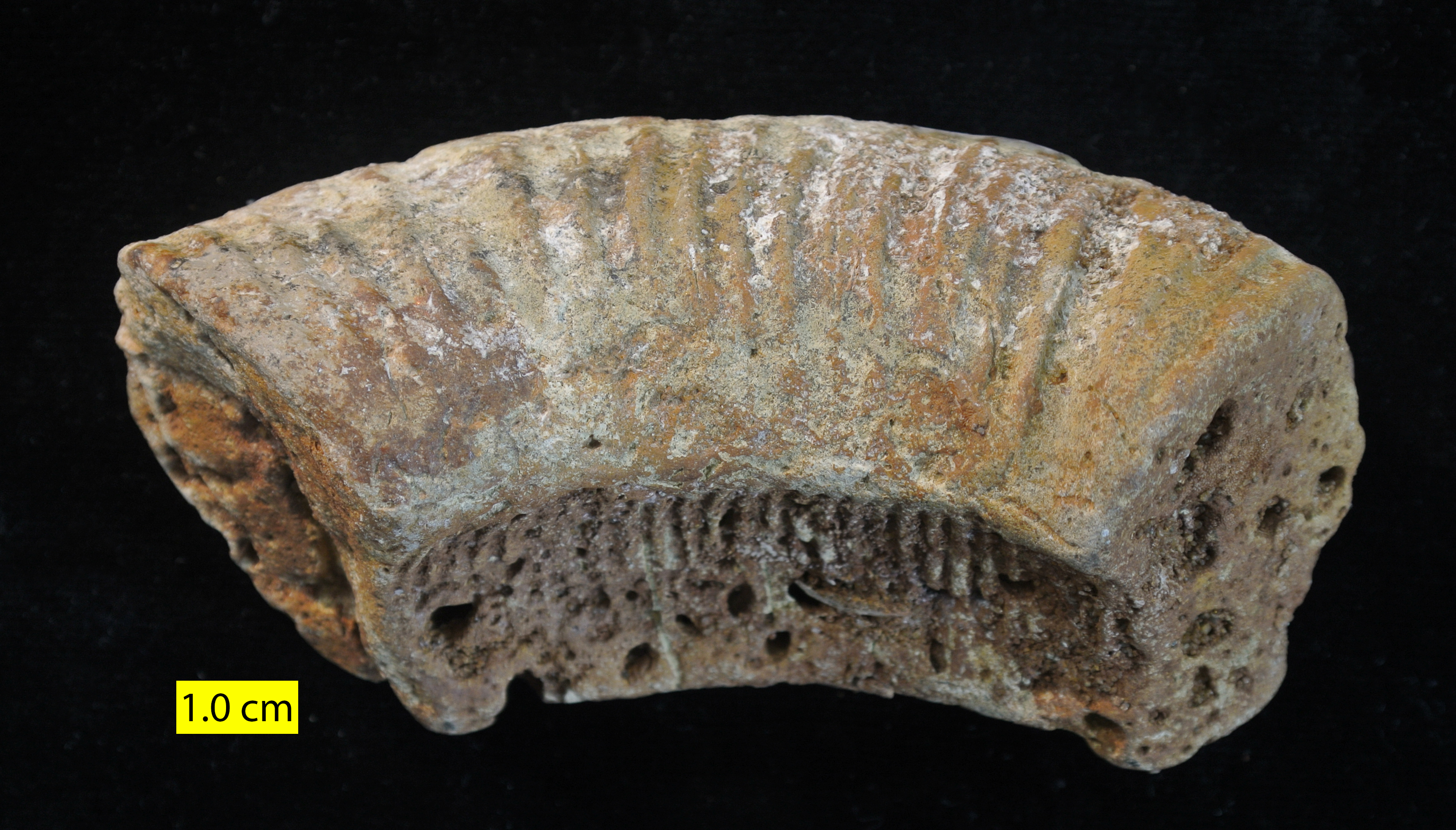
Moule interne d'ammonite jurassique redéposée (et forée) dans un sédiment du Crétacé, donc un taxon zombie ou remanié ; Faringdon Sponge Gravel, Angleterre.

En paléontologie, un taxon zombie, est un fossile qui a été dégagé des sédiments où il s'était déposé et qui s'est redéposé dans d'autres sédiments des millions d'années plus jeunes, conduisant à une erreur grossière dans l'estimation de l'âge du fossile (ordinairement identique à celui des roches sédimentaires qui l'abritent) et son interprétation. Le fossile, dit « remanié », était ainsi mobile très longtemps après sa mort, d'où ce nom de « zombie ». Le phénomène lui-même est appelé effet zombie.